# Arturo Chaires
Arturo Chaires Riso (ur. 14 marca 1937 w Guadalajarze, zm. 17 czerwca 2020) – meksykański piłkarz występujący na pozycji obrońcy.

## Kariera klubowa
Przez całą karierę Chaires występował w zespole CD Guadalajara. Pięciokrotnie zdobył z nim mistrzostwo Meksyku (1961, 1962, 1964, 1965, 1970), a także dwukrotnie Puchar Meksyku (1963, 1970).

## Kariera reprezentacyjna
W reprezentacji Meksyku Chaires grał w latach 1961–1967. W 1962 roku został powołany do kadry na Mistrzostwa Świata. Nie zagrał jednak na nich ani razu, a Meksyk odpadł z turnieju po fazie grupowej.
W 1966 roku ponownie znalazł się w drużynie na Mistrzostwa Świata. Wystąpił na nich w spotkaniach z Francją (1:1), Anglią (0:2) i Urugwajem (0:0), a Meksyk ponownie zakończył turniej na fazie grupowej.